# Campeonato de Primera División 1962 (Argentina)
El Campeonato de Primera División 1962 fue la trigésima segunda temporada y el trigésimo cuarto torneo de la era profesional de la Primera División de Argentina, y el único organizado por la Asociación del Fútbol Argentino en esa temporada. Se disputó entre el 25 de marzo y el 15 de diciembre, en dos ruedas de todos contra todos.
El campeón fue el Club Atlético Boca Juniors, con lo que obtuvo el derecho a ser el representante argentino en la Copa de Campeones de América 1963, en la que llegaría a disputar la final.
Descendieron a la Primera B el Quilmes Atlético Club y el Club Ferro Carril Oeste, los dos últimos ubicados en la tabla de promedios, calculados por última vez dividiendo el puntaje obtenido por el número de temporadas jugadas.

## Ascensos y descensos
| Pos | Equipo ascendido |
| --- | ---------------- |
| 1.º | Quilmes          |

| Prom | Equipos descendidos en la temporada 1961 |
| ---- | ---------------------------------------- |
| 15.º | Lanús                                    |
| 16.º | Los Andes                                |

De esta manera, el número de participantes se redujo a 15.

## Equipos
| Equipo             | Ciudad       |
| ------------------ | ------------ |
| Argentinos Juniors | Buenos Aires |
| Atlanta            | Buenos Aires |
| Boca Juniors       | Buenos Aires |
| Chacarita Juniors  | Villa Maipú  |
| Estudiantes        | La Plata     |
| Ferro Carril Oeste | Buenos Aires |
| Gimnasia y Esgrima | La Plata     |
| Huracán            | Buenos Aires |
| Independiente      | Avellaneda   |
| Quilmes            | Quilmes      |
| Racing Club        | Avellaneda   |
| River Plate        | Buenos Aires |
| Rosario Central    | Rosario      |
| San Lorenzo        | Buenos Aires |
| Vélez Sarsfield    | Buenos Aires |

### Distribución geográfica de los equipos
| Región                 | Cant. | Equipos |
| ---------------------- | ----- | --- |
| Ciudad de Buenos Aires | 8     | Argentinos Juniors, Atlanta, Boca Juniors, Ferro Carril Oeste, Huracán, River Plate, San Lorenzo y Vélez Sarsfield |
| Conurbano bonaerense   | 4     | Chacarita Juniors, Independiente, Quilmes y Racing Club                                                            |
| Ciudad de La Plata     | 2     | Estudiantes y Gimnasia y Esgrima                                                                                   |
| Ciudad de Rosario      | 1     | Rosario Central |

## Tabla de posiciones final
| Pos. | Equipo                  | Pts. | PJ | PG | PE | PP | GF | GC | Dif. |
| ---- | ----------------------- | ---- | -- | -- | -- | -- | -- | -- | ---- |
| 1.º  | Boca Juniors            | 43   | 28 | 18 | 7  | 3  | 45 | 18 | 27   |
| 2.º  | River Plate             | 41   | 28 | 18 | 5  | 5  | 61 | 28 | 33   |
| 3.º  | Gimnasia y Esgrima (LP) | 38   | 28 | 16 | 6  | 6  | 47 | 28 | 19   |
| 4.º  | Independiente           | 35   | 28 | 12 | 11 | 5  | 41 | 27 | 14   |
| 5.º  | Chacarita Juniors       | 30   | 28 | 12 | 6  | 10 | 51 | 44 | 7    |
| 6.º  | Rosario Central         | 30   | 28 | 10 | 10 | 8  | 38 | 31 | 7    |
| 7.º  | Atlanta                 | 28   | 28 | 11 | 6  | 11 | 34 | 28 | 6    |
| 8.º  | Huracán                 | 28   | 28 | 10 | 8  | 10 | 36 | 35 | 1    |
| 9.º  | Racing Club             | 26   | 28 | 8  | 10 | 10 | 39 | 41 | −2   |
| 10.º | Argentinos Juniors      | 23   | 28 | 8  | 7  | 13 | 46 | 53 | −7   |
| 11.º | San Lorenzo             | 22   | 28 | 7  | 8  | 13 | 39 | 51 | −12  |
| 12.º | Ferro Carril Oeste      | 22   | 28 | 6  | 10 | 12 | 34 | 52 | −18  |
| 13.º | Vélez Sarsfield         | 21   | 28 | 5  | 11 | 12 | 35 | 55 | −20  |
| 14.º | Estudiantes (LP)        | 20   | 28 | 5  | 10 | 13 | 34 | 53 | −19  |
| 15.º | Quilmes                 | 13   | 28 | 3  | 7  | 18 | 26 | 62 | −36  |

|  | Campeón. Clasificado a la Copa Libertadores 1963 |

## Tabla de descenso
| Pos  | Equipo                  | 1960 | 1961 | 1962 | Total | Temp. | Promedio |
| ---- | ----------------------- | ---- | ---- | ---- | ----- | ----- | -------- |
| 1.º  | River Plate             | 39   | 38   | 41   | 118   | 3     | 39,33    |
| 2.º  | Boca Juniors            | 37   | 35   | 43   | 115   | 3     | 38,33    |
| 3.º  | Racing Club             | 37   | 47   | 26   | 110   | 3     | 36,66    |
| 4.º  | Independiente           | 41   | 33   | 35   | 109   | 3     | 36,33    |
| 5.º  | San Lorenzo             | 36   | 40   | 22   | 98    | 3     | 32,66    |
| 6.º  | Atlanta                 | 27   | 37   | 28   | 92    | 3     | 30,66    |
| 7.º  | Gimnasia y Esgrima (LP) | 25   | 28   | 38   | 91    | 3     | 30,33    |
| 8.º  | Chacarita Juniors       | 28   | 31   | 30   | 89    | 3     | 29,66    |
| 9.º  | Argentinos Juniors      | 39   | 24   | 23   | 86    | 3     | 28,66    |
| 10.º | Vélez Sarsfield         | 33   | 31   | 21   | 85    | 3     | 28,33    |
| 11.º | Rosario Central         | 29   | 23   | 30   | 82    | 3     | 27,33    |
| 12.º | Huracán                 | 28   | 25   | 28   | 81    | 3     | 27,00    |
| 13.º | Estudiantes (LP)        | 23   | 22   | 20   | 65    | 3     | 21,66    |
| 14.º | Ferro Carril Oeste      | 19   | 21   | 22   | 62    | 3     | 20,66    |
| 15.º | Quilmes                 | -    | -    | 13   | 13    | 1     | 13,00    |

|  |                          |
|  | Descendió a la Primera B |

## Descensos y ascensos
Se produjo el descenso de Quilmes y Ferro Carril Oeste a la Primera B. Al producirse el ascenso de Banfield para el Campeonato de 1963, los equipos participantes se redujeron a 14 .

## Goleadores
| Jugador              | Jugador         | Goles | Equipo                  |
| -------------------- | --------------- | ----- | ----------------------- |
| Bandera de Argentina | Luis Artime     | 25    | River Plate             |
| Bandera de Argentina | José Sanfilippo | 23    | San Lorenzo             |
| Bandera de Brasil    | Delém           | 19    | River Plate             |
| Bandera de Brasil    | Paulo Valentim  | 19    | Boca Juniors            |
| Bandera de Argentina | Alfredo Rojas   | 17    | Gimnasia y Esgrima (LP) |